# Keith Hanley
Keith Hanley (* 15. August 1993 in Limerick) ist ein irischer Popsänger.
Er gewann 2013 die zweite Staffel der Castingshow The Voice of Ireland, die im Programm von RTÉ One ausgestrahlt wurde.
Sein Debütalbum Hush, das bei Universal Music erschien, erreichte Platz 17 der irischen Charts.
Hanley lebt mit seiner Mutter und Schwester in Charleville und arbeitet neben seiner musikalischen Karriere als Pflegeassistent bei der örtlichen St Joseph’s Foundation. Zuvor hatte er am Mallow College of Further Education die Betreuung junger Kinder studiert (Early Childcare Studies).

## Diskografie

### Alben
- 2014: Hush

### Singles
- 2013: Beggin’
- 2014: Blue
- 2014: Hush